# Pelekium microphyllum
Pelekium microphyllum là một loài Rêu trong họ Thuidiaceae. Loài này được (Schwägr.) T.J. Kop. & Touw mô tả khoa học đầu tiên năm 2003.